# Schlossteich (Jugenheim)

Lageplan

Der Schlossteich ist ein kleines künstliches Stillgewässer in Jugenheim.

## Geographie
Der Schlossteich liegt am Westhang des Heiligenberges. Er ist circa 50 Meter lang, 15 Meter breit und hat eine Wasserfläche von etwa 0,075 Hektar. Im Ostteil des Teichs befindet sich eine Insel. Gespeist wird der Teich durch Grundwasser und Regenwasser. 